# Ochrothripa mesopis
Ochrothripa mesopis är en fjärilsart som beskrevs av George Francis Hampson 1918. Ochrothripa mesopis ingår i släktet Ochrothripa och familjen trågspinnare. Inga underarter finns listade i Catalogue of Life.